# 日比野壮大
日比野 壮大（ひびの まさひろ、1992年6月20日 - ）は、ジャパンラグビーリーグワン三重ホンダヒートに2023-24シーズンまで所属していたラグビー選手。

## プロフィール
- 愛知県出身[1]。
- ポジションはプロップ(PR)。
- 身長 180 cm、体重 115 kg
- ニックネームはひびやん。

## 略歴
高校からラグビーを始めた。
2011年、昭和高校卒業後、中京大学に入る。
2014年、中京大学ラグビー部の主将に就任した。
2015年、中京大学卒業後、コカ・コーラレッドスパークスに加入。同年11月14日に行われたジャパンラグビートップリーグ第1節のNTTドコモレッドハリケーンズ戦にて途中出場で公式戦初出場を果たす。
2021年、Honda Heat(現・三重ホンダヒート)に加入。2024年5月退団。